# Вулиця Фредра (Львів)
Вулиця Фре́дра — вулиця у Галицькому районі міста Львова, у межах історичного центру міста. Прямує від вулиці Князя Романа до проспекту Шевченка.

## Назва
- Святого Миколая, Миколайська (не пізніше 1825).
- Фредра — назва від 1871 року, на честь польського письменника Александра Фредра, котрий мешкав на цій вулиці (названо ще за його життя).
- Гіршштрассе (листопад 1941).
- Фредра (червень 1944).
- Гаврилюка — назва від 1950 року на честь письменника Олександра Гаврилюка, що загинув на вул. Дорошенка, під час бомбардування Львова у червні 1941 року.
- Історичну назву — Фредра повернено 1991 року[8].

## Історія
Значна частина забудови парної сторони вулиці розташована на місці колишньої кам'яниці Леваковських, зведеної в першій половині XIX століття. Тут 1857 року Володимир Дідушицький розмістив і через два роки урочисто відкрив для відвідувачів Поторицьку бібліотеку. Наприкінці XIX століття в будинку мешкав польський політик Казимир Хлендовський. Тут же від 1872 року після повернення з Франції мешкав та помер літератор Северин Гощинський. Кам'яницю розібрано у 1909 році. Нині на її місці знаходиться ряд модернових чиншових (прибуткових) кам'яниць під № 2, 4, 4а, 6. На цій же вулиці, в будинку під № 7 (не зберігся) віддавна мешкав літературний суперник Гощинського — Александер Фредро. Невеликий класицистичний палацик, збудований у 1840 році, Фредро придбав 1847 року у власника Шимона Сухоцького. 1906 року дім розібрано.

## Забудова
В архітектурному ансамблі вулиці Фредра переважають історизм та віденська сецесія. Більшість будинків внесено до Реєстру пам'яток архітектури національного та місцевого значення.

### Будинки
№ 1 — будівля колишнього військового казино, споруджена у 1881—1885 роках за проєктом Яна і Кароля Шульців. На фасаді алегоричні фігури і ліпнина із воєнною атрибутикою виконані Петром Гарасимовичем. У 1939 році перший поверх будівлі займав Торговий дім мистецтва, а решта приміщень були зайняті військовим казино або здавалися в оренду. Після війни тут розмістився Клуб офіцерів Радянської армії, який функціонував до 1981 року. Того ж року будівлю передали Львівському шаховому клубу, що від 1946 року містився в будинку на площі Ринок, 8. У 2007 році більшість приміщень в будинку передали на баланс Львівського Національного університету імені Івана Франка. Шахісти займають лише декілька горішніх приміщень, де діє ДЮСШ «Дебют». 23 вересня 2008 року будівлю віднесено до переліку пам'яток культурної спадщини, що не підлягають приватизації. Будинок внесений до Реєстру пам'яток архітектури місцевого значення під охоронним № 73-м.
№ 2 — п'ятиповерховий будинок збудований протягом 1909—1912 років на розі з нинішньою вулицею Князя Романа як прибутковий будинок Фейвела Френкеля. Проєкт у формах класицизуючого раціонального модерну розроблено Тадеушем Врубелем і Максимільяном Бурстіном у бюро Станіслава Улейського і Кароля Ріхтмана-Рудневського. 1913 року на фасаді уміщено пам'ятну таблицю на честь польського поета «української школи» та громадського діяча Северина Гощинського, котрий мешкав у 1872—1876 роках у попередньому будинку, що стояв на цьому місці (скульптор Тадеуш Блотницький). Після першої світової війни будинок придбано Касою хворих, яка влаштувала тут лікарню, а на першому поверсі — аптеку. У 1980-х роках перебудовано інтер'єр аптеки, вхід з нинішньої вулиці Князя Романа перенесено на вулицю Фредра. Нині це комунальна аптека № 1. Нині тут розташоване поліклінічне відділення КНП «4-а міська клінічна лікарня м. Львова».
№ 4/4а — два житлових будинки збудовані 1912 року фірмою Міхала Уляма за проєктом Романа Фелінського у стилі модернізованого класицизму. У будинку № 4а протягом 1986—2000 років мешкав композитор Ігор Білозір. На згадку про це 13 січня 2002 року встановлено меморіальну таблицю (скульптор Андрій Андрійович Сухорський). У № 4а мешкав польський театральний режисер Ервін Аксер. Будинки внесені до Реєстру пам'яток архітектури місцевого значення під № 888-м та № 889-м відповідно. Управління історичного середовища Львівської міської ради має намір до 31 грудня 2019 року відреставрувати всі балкони на фасаді будинку-пам'ятки на вулиці Фредра, 4а. Також відреставрують вісім напівкруглих балконів у самій будівлі. В будинку під № 4а міститься арт-салон, художня галерея «Велес», заснований у 2013 році як арт-центр для художників Західного регіону України. Основним напрямком салону «Велес» є сучасне мистецтво. 
№ 5 — у XIX столітті на цій території розташовувався маєток з палацом, збудованим 1840 року в стилі бідермаєр та парком, що належав родині Фредрів. 1905 року парк був розпарцельований та близько 1909 року на цьому місці споруджена триповерхова рядова кам'яниця у неокласицистичному стилі. У 1931 році кінематографічний підприємець Маркус Парізер подав до магістрату прохання щодо отримання дозволу на будівництво тут кінотеатру з глядацькою залою, яку планувалося розмістити у внутрішньому подвір'ї будинку, але проєкт не був реалізований. Вже у 1930—1940-х роках будинок був зруйнований, і ділянка залишалася незабудованою до 2008 року.
У 2008 році затверджений робочий проєкт, розроблений архітекторами Г. Шульгою (ГАП), Б. Гоєм, дизайнерами О. Савельєвим та Н. Храпцьо. Проєктом передбачався готель з рестораном на 50 місць, баром на 12 місць та літнім відкритим майданчиком кафе на 25 місць. З боку вул. Фредра розташований головний вхід, а з боку вул. Білозіра — проїзд. Комплекс складається з двох частин: п'яти— та шестиповерхої (включно з мансардними поверхами). Біля головного входу у готель планувалося встановити погруддя Александра Фредра. Готель розпочав роботу наприкінці 2011 року. Тут під час «Євро-2012» була резиденція збірної Португалії з футболу, донецького «Шахтаря» під час перебування у Львові[джерело?]. Власники готелю «Нобіліс», протягом 25 серпня-16 вересня 2011 року, власним коштом провели ремонт на вулиці Фредра. Тут переуклали дорожнє покриття та тротуари.
№ 6 — дім з театральною залою, збудований 1910 року за проєктом Зигмунта Федорського. Нині тут міститься театр-студія естрадних мініатюр «І люди, і ляльки», а також техломбард «Скарбниця».
№ 7 — житловий будинок, зведений у 1911 році за проєктом Станіслава Улейського і Кароля Ріхтмана. Замовниками виступали лікар Адам Герлінський і адвокат Ян Шенк, контора якого розташовувалась на третьому поверсі. У цьому будинку у 1911—1915 роках мешкав та працював художник Микола Івасюк, про що сповіщає встановлена 1995 року меморіальна таблиця (скульптор Микола Посікіра, архітектор Василь Каменщик). Тут також мав майстерню художник Казимир Сіхульський. У попередньому будинку на цьому місці у 1890—1903 роках діяло фотоательє Людомила Кеглера. Будинок внесений до Реєстру пам'яток архітектури місцевого значення під № 730-м. У квітні 2017 року, нові власники приміщення зруйнували фасад з боку вулиці Білозіра, зробивши з двох вікон двері. В частині приміщення планувалося відкрити фаст-фуд. Галицький районний суд Львова зобов'язав власників нежитлового приміщення у цій пам'ятці архітектури відновити зруйнований ними фасад будинку.
Лінійну забудову з непарного боку вулиці Фредра продовжує будівля «Шотландської кав'ярні», меншим фасадом виходячи на проспект Шевченка, де має № 27. Це колишня прибуткова кам'яниця Еміля Векслера споруджена за проєктом Збіґнєва Брохвіча-Левинського у 1908—1909 роках у стилі раціонального модерну. Приміщення партеру (перший поверх) будівлі у 1909—1939 роках займала відома кав'ярня «Шкоцька» («Шотландська»), яка відновила тут свою роботу у 2015 році.

Пам'ятна таблиця Ігорю Білозіру (вул. Фредра, 4)
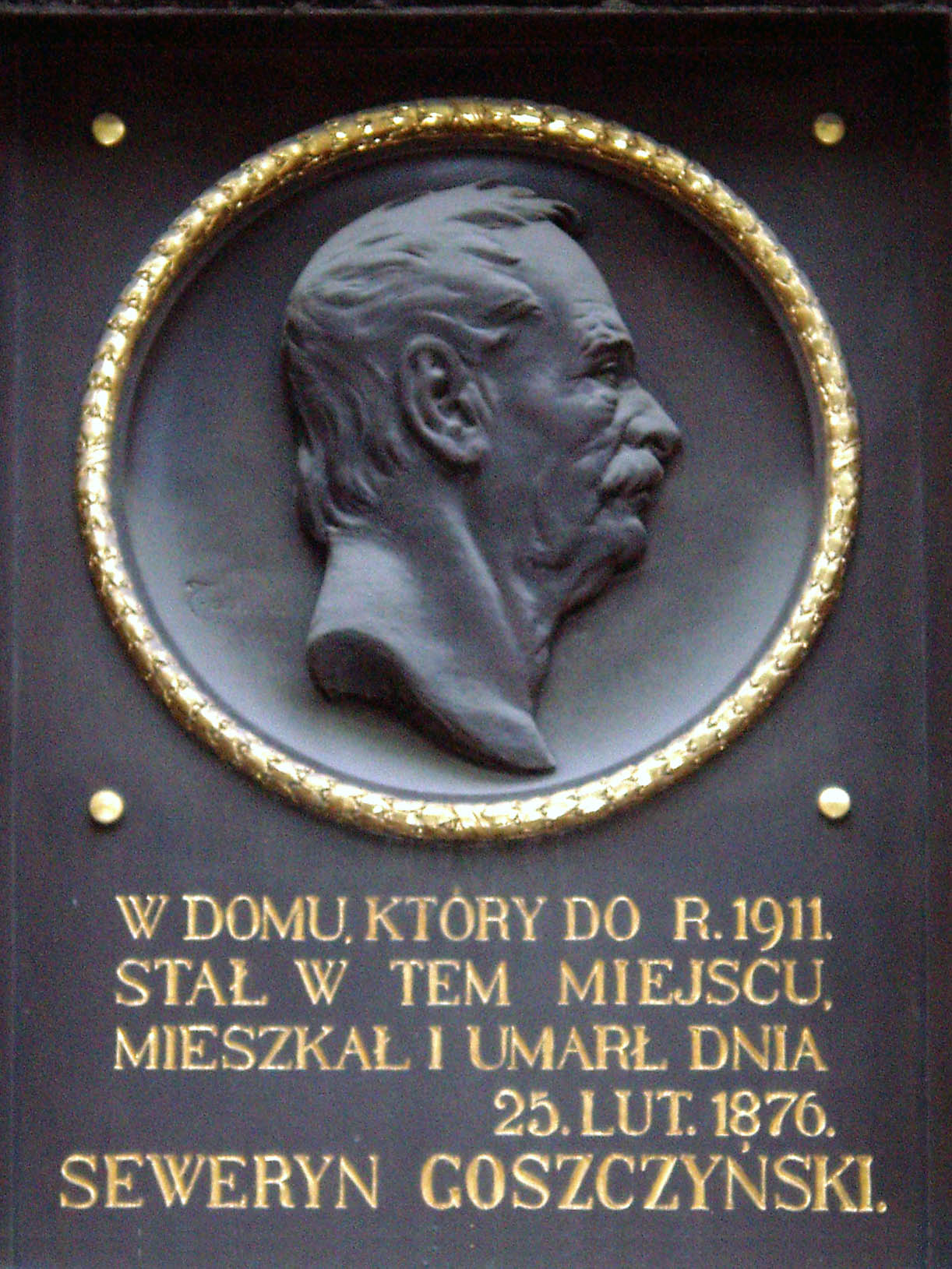
Пам'ятна таблиця Северину Гощинському (вул. Фредра, 2)
Пам'ятна таблиця Миколі Івасюку (вул. Фредра, 7)